# Ildar Ildussowitsch Dadin

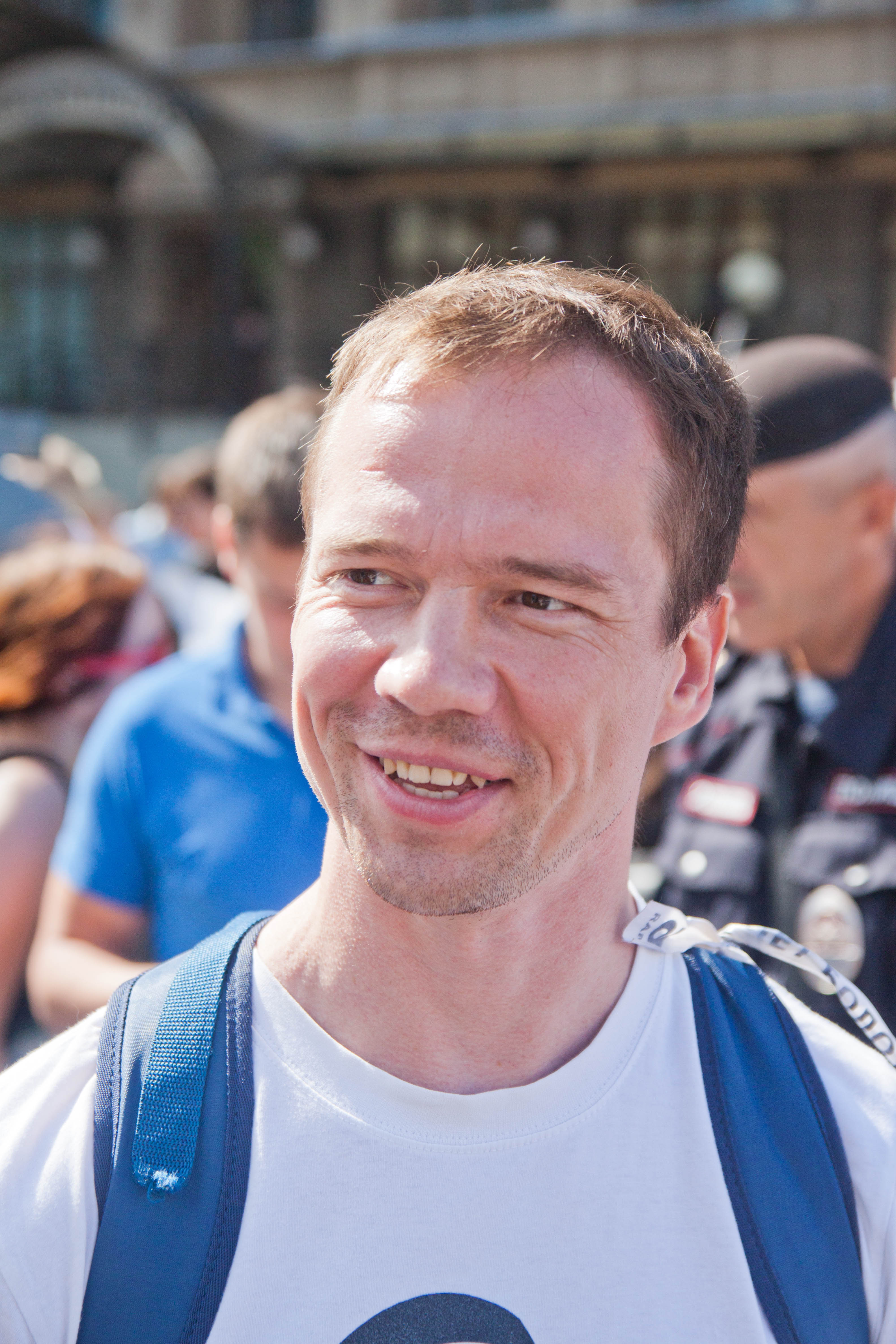
Ildar Dadin (2017)

Ildar Ildussowitsch Dadin (russisch Ильда́р Ильду́сович Да́дин, tatarisch Илдар Илдус улы Дадин / İldar İldus ulı Dadin; * 14. April 1982 in Schelesnodoroschny, Russische SFSR, Sowjetunion; † 5. Oktober 2024 in Oblast Charkiw, Ukraine) war ein russischer Menschenrechtsaktivist, der für Einzelproteste, unter anderem Mahnwachen gegen den Krieg in der Ukraine, ins Straflager kam. Er kämpfte nach seiner Freilassung im Sibirischen Bataillon und dem Russischen Freiwilligenkorps, die die Ukraine bei ihrer Verteidigung gegen Russland unterstützen, und fiel dort.

## Leben vor seiner Verurteilung
Ildar Dadin arbeitete bis 2010 in der Stadt Schelesnodoroschny als Wachmann. Seit 2011 war er politischer Aktivist und beteiligte sich wiederholt an Anti-Regierungs-Protesten sowie Demonstrationen für LGBT-Rechte.

## Verfolgung durch russische Behörden
Am 7. Dezember 2015 wurde Dadin zu drei Jahren Gefängnis verurteilt. Dabei ging das Gericht mit den drei Jahren über den Antrag des Staatsanwalts von zwei Jahren hinaus. Der dabei angewendete Artikel 212.1 des Strafgesetzbuches war im Juli 2014 eingeführt worden und verbietet je nach Auslegung auch komplett friedfertigen Protest; jede zusätzliche Person, die zu einer demonstrierenden Einzelperson stößt, reicht aus, womit ein einziger Provokateur für eine Verhaftung und administrative Strafe ausreicht. Nach zwei solcher administrativer Aktionen innerhalb von 180 Tagen ist eine Gefängnisstrafe möglich. Dadin wurde am 6. August, 23. August, 13. September und 5. Dezember 2014 angehalten. Dadin war die erste Person, die aufgrund des umstrittenen Artikels zu Haft verurteilt wurde. Zu seiner Verteidigung hatte Dadin schlicht geltend gemacht, das Gericht solle der russischen Verfassung folgen. Die Argumentation der Verfassungswidrigkeit des Gesetzes bezieht sich auch auf den Umstand einer Mehrfachstrafe für ein Vergehen.
Eine Klage gegen den der Lagerhaft zugrunde liegenden Artikel wegen Verfassungswidrigkeit wurde angestrengt, wohingegen Staatsvertreter gar eine Verschärfung forderten, da „Massenaktionen die größte Gefahr für das Öffentliche Russland“ darstellten. Am 10. Februar 2017 gab das Verfassungsgericht Dadins Klage statt, ordnete überraschend eine Überprüfung des Urteils an und empfahl eine Überarbeitung des Paragrafen. Dies deshalb, weil der zugrunde liegende Artikel des Strafrechts zwar nicht selber verfassungswidrig sei, jedoch „verfassungswidrige Auslegungen zulasse“. Am 22. Februar 2017 stellte das Oberste Gericht fest, dass sich Dadin keines Verbrechens schuldig gemacht habe. Am 26. Februar wurde Dadin nach 15 Monaten Lagerhaft freigelassen. Aus Angst vor einer abermaligen Revision wollte ihn seine Ehefrau überreden, Russland zu verlassen. Über Dadin wurde ein Ausreiseverbot verfügt. Anfang März 2017 und auch zu Beginn April 2017 wurde Dadin bei einer Mahnwache verhaftet.

## Reaktionen
Amnesty International verlangte die Freilassung des politischen Gefangenen Dadin und eine Untersuchung der Haftumstände, nachdem Dadin in einem aus dem Gefängnis geschmuggelten Brief an seine Frau Vorfälle von Folter gegen ihn und Andere erwähnt hatte. Die russische Menschenrechtsorganisation Memorial führt Dadin als einen von über 100 politischen Gefangenen Russlands. Auf Druck der Öffentlichkeit mit einer Unterstützungskampagne „Wo ist Ildar Dadin?“ war sein Aufenthaltsort nach dem Schmuggel des Briefes und Dadins Verlegung nach Sibirien trotzdem nach erst rund 40 Tagen bekannt. Das Europäische Parlament verurteilte im November 2016 in einer Resolution die Inhaftierung und Misshandlung Dadins und forderte dessen sofortige und bedingungslose Freilassung. Der Menschenrechtsbeauftragte der deutschen Bundesregierung zeigte sich über das Urteil gegen Ildar Dadin besorgt, da er darin eine Untergrabung des von der russischen Verfassung garantierten Rechts auf Meinungsfreiheit und Versammlungsfreiheit sieht. Im Jahr 2017 erhielt er den Boris-Nemzow-Preis der Boris-Nemzow-Stiftung für die Freiheit.

## Militärischer Einsatz und Tod
Nach dem russischen Überfall auf die Ukraine trat Ildar Dadin dem Sibirischen Bataillon und später dem Russischen Freiwilligenkorps bei, um die Ukraine bei ihrer Verteidigung zu unterstützen. Im Oktober 2024 meldeten sowohl ukrainische und russische Medien als auch Dadins Freund Ilja Ponomarjow, dass Dadin am 5. Oktober 2024 im Gebiet Charkiw gefallen sei.